# Jackson Morton

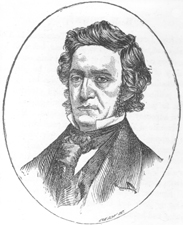
Jackson Morton

Jackson Morton, född 10 augusti 1794 i Fredericksburg, Virginia, död 20 november 1874 i Santa Rosa County, Florida, var en amerikansk politiker. Han representerade delstaten Florida i USA:s senat 1849-1855.
Morton studerade vid Washington College (numera Washington and Lee University) och The College of William & Mary. Han flyttade 1820 till Pensacola.
Morton var elektor för Zachary Taylor i presidentvalet i USA 1848. Han representerade sedan whigpartiet i senaten i sex år.
När Florida 1861 utträdde ur USA, valdes Morton till den provisoriska konfederata kongressen. Den provisoriska kongressen var ett enkammarparlament som 1862 ersattes av ett tvåkammarparlament som bestod av CSA:s senat och CSA:s representanthus. Morton lämnade politiken i samband med att tvåkammarparlamentet kom till stånd i Amerikas konfedererade stater.